# Kevin Guthrie
Kevin Guthrie (* 21. März 1988 in Neilston, East Renfrewshire) ist ein schottischer Schauspieler. Bekanntheit erlangte er vor allem durch die Rolle des Mr. Abernathy aus der Phantastische-Tierwesen-Filmreihe.
Im Mai 2021 wurde er wegen eines sexuellen Übergriffs auf eine 29-jährige Frau zu drei Jahren Gefängnis verurteilt.

## Leben und Karriere
Kevin Guthrie wurde als jüngstes von drei Kindern eines Elektrikers und einer Krankenschwester in Neilston im Südwesten Schottlands geboren. Er steht seit seiner Jugend auf der Theaterbühne, unter anderem am PACE Youth Theatre in Paisley, an dem auch seine älteren Schwestern spielten. Er besuchte die St Luke’s High School in Barrhead und studierte ab 2008 am Royal Conservatoire of Scotland in Glasgow, bis er wegen der Möglichkeit die Titelrolle des Peter Pan am National Theatre of Scotland zu spielen, die Schule verließ. Das Stück wurde 2010 uraufgeführt. Seinen Abschluss machte er ein Jahr später an der Royal Scottish Academy of Music and Drama mit einem Bachelor of Arts in Schauspiel.
Seine erste Schauspielrolle vor der Kamera übernahm Guthrie 2001 mit einer kleinen Rolle als Dillon in der Serie Terri McIntyre. Danach trat er in einigen Serien als Gastdarsteller, darunter The Key, Still Game, Half Moon Investigations, The Field of Blood, The Paradise – Haus der Träume oder Misfits, auf. 2013 trat er an der Seite von James McAvoy in William Shakespeares Macbeth in den Trafalgar Studios auf. Im selben Jahr spielte er als Ally eine der Hauptrollen im schottischen Musical-Film Make My Heart Fly – Verliebt in Edinburgh.
2016 übernahm er die Rolle des Abernathy im Film Phantastische Tierwesen und wo sie zu finden sind, dem ersten Teil der Phantastische-Tierwesen-Reihe, die ihn einem größeren Publikum vorstellte. Auch im zweiten Teil, Phantastische Tierwesen: Grindelwalds Verbrechen aus dem Jahr 2018, war er in dieser Rolle zu sehen. 2017 spielte er eine kleine Rolle in Christopher Nolans Kriegsfilmdrama Dunkirk. 2018 zudem eine Nebenrolle als Henry Peglar in der Serie The Terror. 2020 verkörperte er in der Miniserie The English Game des Streamingdienstanbieters Netflix den schottischen Fußballer Fergus Suter.

## Filmografie (Auswahl)
- 2001: Terri McIntyre (Fernsehserie, 6 Episoden)
- 2003: The Key (Fernsehserie, Episode 1x01)
- 2005: Still Game (Fernsehserie, Episode 4x05)
- 2009: Half Moon Investigations (Fernsehserie, Episode 1x04)
- 2010: The Adventures of Daniel (Fernsehfilm)
- 2010: Frankie Boyle’s Tramadol Nights (Fernsehserie, Episode 1x02)
- 2011: The Field of Blood (Fernsehserie, 2 Episoden)
- 2011: Case Histories (Fernsehserie, 2 Episoden)
- 2012: Ruhelos (Restless, Fernsehfilm)
- 2013: Make My Heart Fly – Verliebt in Edinburgh (Sunshine on Leith)
- 2013: The Paradise – Haus der Träume (Fernsehserie, Episode 2x01)
- 2013: Misfits (Fernsehserie, Episode 5x07)
- 2014: Mountain Goats (Fernsehserie, eine Episode)
- 2015: Die Legende von Barney Thomson (The Legend of Barney Thomson)
- 2015: Sunset Song
- 2016: Whisky Galore!
- 2016: Phantastische Tierwesen und wo sie zu finden sind (Fantastic Beasts and Where to Find Them)
- 2017: Edie – Für Träume ist es nie zu spät (Edie)
- 2017: Dunkirk
- 2018: The Terror (Fernsehserie, 6 Episoden)
- 2018: Phantastische Tierwesen: Grindelwalds Verbrechen (Fantastic Beasts: The Crimes of Grindelwald)
- 2019: Boyz In The Wood
- 2020: The English Game (Miniserie, 6 Episoden)
- 2020: Concrete Plans